# 章文才
章文才（1904年11月11日—1998年12月8日），男，浙江杭州人，中国果树学家，中国柑桔学科的奠基人之一。第五、六届全国人大代表，第四至七届湖北省政协副主席。

## 生平
章文才1922年入读之江大学生物系，次年转入金陵大学农学院园艺系。毕业后留校任教，1929年与许复七、吴耕民、胡昌炽等一同创立中国园艺学会。1931年至1933年间出任集美农林专科学校校长，学校停办后又任教于浙江大学农学院。
1935年前往英国伦敦大学留学并获博士学位，师从果树学家罗纳德·赫顿（Ronald Hatton）。毕业后前往美国，先后在康奈尔大学果树系、加州大学柑桔系任副研究员。
1938年回国，任金陵大学农学院教授、农业科学研究部主任。1945年至1947年间出任西北农学院院长。后返回金陵大学任教，1948年又在岭南大学农学院任教。
中华人民共和国成立后，他于1950年加入中国民主同盟。同年，在国立武汉大学农学院院长杨显东邀请下出任国立武汉大学农学院园艺系主任。院系调整后，于1952年任华中农学院园艺系主任。文化大革命期间受到冲击，文革后于1979年出任华中农学院副院长。1984年加入中国共产党。
1998年逝世。